# Base navale d'Everett
Naval Station Everett
La base navale d’Everett est une base de la marine américaine située à Everett, sur le côté nord-est de Puget Sound, à 40 km au nord de Seattle. La base est le port d'attache d’un Carrier strike group. La base d’Everett est le foyer de deux destroyers lance-missiles de classe Arleigh Burke, de deux frégates de classe Oliver Hazard Perry, d’un porte-avions à propulsion nucléaire de classe Nimitz, l’USS Nimitz, de deux navires de l'United States Coast Guard. Il y a environ 6000 marins et personnes situés sur la base navale d’Everett et 350 marins sont directement affectés à la base elle-même.

## Histoire

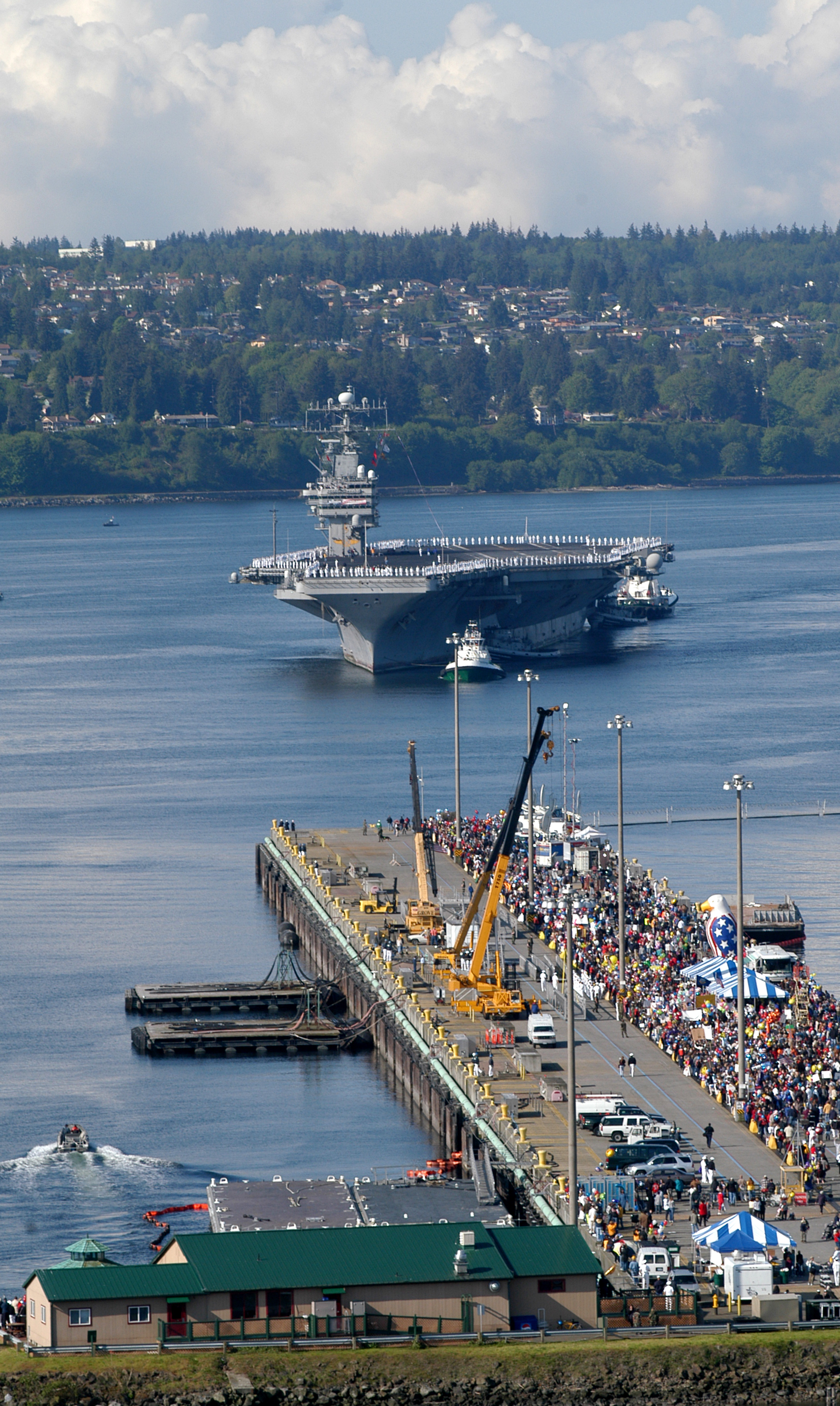
L' à Everett en 2003.

Bien qu'une base navale existât auparavant sur le site, l'histoire de la base navale d’Everett débute en 1983 lorsque le Secrétaire à la Marine des États-Unis, John Lehman propose l’établissement d’une nouvelle base dans le Puget Sound dans le cadre du Strategic Homeport (en) du plan Marine de 600 navires. Au début des années 1980, le Congrès des États-Unis approuve cette initiative stratégique de construire des bases supplémentaires et de disperser la flotte principalement concentrée sur quelques grandes bases navales.
Le programme de Strategic Homeport bénéficie du soutien non seulement de la Chambre des représentants et du Sénat des États-Unis, mais de l'administration Reagan et du département de la Défense des États-Unis. Il est validé en 1985, ce programme étant selon ces derniers, la meilleure méthode pour rationaliser les moyens militaires, assurer l'intégrité des groupes de combat et augmenter la présence navale aux quatre coins des États-Unis.
Le 17 avril 1984, Everett est sélectionnée parmi 13 ports pour accueillir un nouveau port d'attache. Le 2 octobre 1986, le Congrès approuve les premiers fonds pour la construction, et la cérémonie officielle ouvrant les travaux est organisée le 9 novembre, 1987. Le 9 septembre 1988, la Marine attribue un contrat de 56 millions de dollars pour la construction de la jetée principale de 494 m de long et de 120 m de large. En juin 1992, trois navires de la Marine participent à l’inauguration officielle de la nouvelle jetée.
Une autre cérémonie d'inauguration se déroule le 30 août, 1993 pour le Naval Station Everett Support Complex, situé entre Marysville et Arlington à 17 kilomètres au nord de la base principale. La marine acquiert aussi un terrain de 52 acres (210 000 m2) pour construire un certain nombre d’infrastructures pour accueillir ses personnels et leurs familles (un centre de service familial, des boutiques, une caserne pour les officiers, une chapelle et un centre d'éducation religieuse, des terrains de sport et un parking pour le personnel affecté aux navires basés à Everett),.
Au cours de la première semaine de 1994, une partie du personnel du Puget Sound Naval Shipyard and Intermediate Maintenance Facility commence son transfert vers les nouveaux bâtiments de la base et engage les opérations à Everett. La cérémonie d'inauguration officielle de la base navale d’Everett se déroule le 8 avril 1994 devant plus de 1000 invités.
En juillet 1999, l'US Navy réalise une étude d'impact environnemental (EIE) visant à déterminer les ports d'attache appropriés pour trois porte-avions à propulsion nucléaire de classe Nimitz de la Flotte du Pacifique. L'EIE examine quatre endroits : Bremerton, Everett, San Diego et Pearl Harbor. La Marine décide finalement de développer les installations pour deux Nimitz au Naval Air Station North Island à proximité de San Diego. La réussite de la période de maintenance de six mois de l'USS Abraham Lincoln au Puget Sound Naval Shipyard and Intermediate Maintenance Facility à Bremerton, incite la Marine à conserver comme port d'attache pour un porte-avions, Everett, situé à proximité.

## Port d'attache

### Historique des rotations

L' à Everett en 2013.

Le 3 septembre 1994, l'USS Ingraham et l'USS Ford arrivent à la base et deviennent les deux premiers navires sur les sept prévus à être affectés à cette dernière. Le 22 novembre 1995, l'USS Paul F. Foster (DD-964) (en) arrive à son tour à la station navale. À cette même date, la Marine annonce officiellement le rattachement de l'USS David R. Ray (DD-971) (en), de l'USS Callaghan (DDG-994) (en) et de l'USS Chandler (DDG-996) (en) à la station navale Everett. Le David R. Ray arrive le 29 juillet 1996, et le Callaghan et le Chandler arrivent en même temps le 27 septembre 1996. Afin de compléter l’effectif, l’USS Abraham Lincoln quitte son ancien de port d'attache du Puget Sound Naval Shipyard and Intermediate Maintenance Facility à Bremerton pour la base navale d’Everett le 8 janvier 1997. En mars 1998, le Callaghan est désarmé, et deux navires basés au Japon, l'USS Fife (DD-991) (en) et l'USS Rodney M. Davis (FFG-60) (en) sont rattachés à Everett, le 5 mai 1998. En septembre 1999, le Chandler est à son tour désarmé.
Dans les années 2000, la base accueille des navires de l'United States Coast Guard avec l'USCGC Henry Blake (WLM-563) (en), puis l'USCGC Blue Shark (WPB-87360) (en) en juillet 2005. L'USS David R. Ray (DD-971) (en) est retiré du service en 2002, l'USS Fife (DD-991) (en) en 2003 comme l'USS Paul F. Foster (DD-964) (en). En remplacement de ces derniers, plusieurs navires arrivent à Everett; USS Shoup (DDG-86) (en) en 2002, l'USS Momsen (DDG-92) (en) en 2004

### Flotte
- United States Navy[4]
  - Classe Nimitz:
    - USS Nimitz

  - Classe Arleigh Burke :
    - USS Momsen (DDG-92) (en)
    - USS Shoup (DDG-86) (en)

  - Classe Oliver Hazard Perry :
    - USS Rodney M. Davis (FFG-60) (en)
    - USS Ingraham (FFG-61) (en)
- United States Coast Guard[4]
  - Keeper-class cutter (en) :
    - USCGC Henry Blake (WLM-563) (en)

  - Marine Protector-class coastal patrol boat (en) :
    - USCGC Blue Shark (WPB-87360) (en)